# Ю Джънци
Ю Джънци (също Джънчи) е китайски дипломат.
Доктор по история. Дипломатическа кариера:
- посланик в Беларус (2002 – 2005);
- посланик в България (2005 – 2009).